# Rhodometra sacraria
Rhodometra sacraria és un lepidòpter ditrisi de la família dels geomètrids (Geometridae). Es pot trobar a Europa, Àfrica i bona part d'Àsia.

## Característiques
Envergadura alar d'entre 22 i 28 mm. Fàcilment distingible per la franja de color caoba, situada sobre fons groguenc, que travessa diagonalment les ales anterior fins a l'àpex. Ales anteriors blanques. Acostuma a descansar sobre branquillons i herbes primes i adquireix una postura on col·loca les ales paral·leles entre si.

## Història natural
Habita en prats, clarianes de bosc, vores de camins, jardins i ambients urbans. Vola d'abril a octubre. Les erugues imiten a les branques seques i, per tant, són difícils de localitzar. S'alimenta de Polygonum aviculare, Rumex i altres poligonàcies.